# جرج وست (تگزاس)
جرج وست، تگزاس (به انگلیسی: George West, Texas) یک شهر در ایالات متحده آمریکا با جمعیت ۲٬۵۲۴ نفر است که در تگزاس واقع شده‌است.

## موقعیت جغرافیایی
موقعیت جغرافیایی شهرها و مناطق اطراف به شرح زیر است: